# Klaus Voormann
Klaus Voormann (Berlino, 29 aprile 1938) è un cantante, bassista, polistrumentista e produttore discografico tedesco, noto principalmente come membro della Plastic Ono Band e per la sua carriera solista.

## Biografia

### Gli inizi
Figlio di un famoso medico berlinese, all'età di diciotto anni si spostò ad Amburgo per frequentare i corsi di disegno della Meister Schule. Lì conobbe la coetanea Astrid Kirchherr con la quale nel 1958 iniziò una relazione sentimentale trasferendosi in casa di lei, ad Altona, in uno dei quartieri della media borghesia di Amburgo. Un po' per sudditanza e un po' per condiscendenza, durante il fidanzamento con la Kirchherr si era sottoposto al rito dei capelli, lasciandosi pettinare dalla ragazza con la chioma lunga sul collo e una frangetta sulla fronte, acconciatura che in seguito sarebbe divenuta il marchio di fabbrica dei Beatles.
Nell'ottobre del 1960 Voormann fu protagonista di un episodio che avrebbe cambiato il corso della sua vita. Dopo un litigio con Astrid, lasciò la casa e si mise a passeggiare per il quartiere St. Pauli, fino a venire attratto dalla musica proveniente da un club nella Große Freiheit. Klaus entrò al Kaiserkeller mentre si stavano esibendo Rory Storm & The Hurricanes, e rimase ancor più colpito dal successivo gruppo, anch'esso di Liverpool, i Beatles. Da quel momento in poi, la vita di Voormann si legò inscindibilmente a quella dei Beatles. Klaus faticò per convincere Astrid ad assistere a un concerto del gruppo, ma quando ciò avvenne, anche la Kirchherr rimase ipnotizzata dalla forza della musica e dello spettacolo del quartetto.
Dopo la rottura definitiva con Astrid Kirchherr, che aveva instaurato un rapporto amoroso con Stuart Sutcliffe, bassista dei Beatles, e dopo aver imparato a suonare il basso, Klaus Voormann si trasferì a Liverpool dove iniziò un sodalizio artistico piuttosto effimero col chitarrista Patrick John “Paddy” Chambers e il batterista Gibson Kemp. I tre musicisti formarono il trio Paddy, Klaus & Gibson, gruppo che inizialmente ebbe come manager Tony Stratton-Smith (colui che più tardi avrebbe condotto al successo i Genesis) e che successivamente, nell'agosto del 1965, passò sotto il controllo manageriale di Brian Epstein. Il cambio non si rivelò particolarmente fruttuoso, dato che dopo pochi mesi il trio si sciolse. Ma Epstein aiutò Voormann a introdursi nell'ambiente della Swinging London e di mantenersi per molti versi in contatto coi Beatles. Nel frattempo, conclusa l'esperienza del trio, il bassista, dopo avere scartato altre opzioni quali gli Hollies, i Bluesbreaker di John Mayall e i Moody Blues, scelse di proseguire nella formazione di Manfred Mann andando a sostituire Jack Bruce quando questi confluì nei Cream.

### La collaborazione con i Beatles
Un paio di anni prima, nell'aprile del 1963, Voormann era andato insieme a tre Beatles (John Lennon aveva preferito seguire Epstein in Spagna) alle Canarie, ospitando i musicisti nella casa dei propri genitori, un rustico cottage sull'oceano dove Paul McCartney, George Harrison e Ringo Starr avevano goduto della tranquillità e dell'anonimato.
Nel 1966 l'artista tedesco progettò e organizzò il primo esemplare di una nuova forma promozionale che sarebbe esplosa dopo vent'anni: il video. Nei giardini posteriori della Chiswick House, nell'area occidentale di Londra, il regista Michael Lindsay-Hogg, su suggerimento di Voormann, realizzò un cortometraggio per pubblicizzare il singolo dei Beatles Paperback Writer/Rain. Lo stesso anno, memore di alcuni bozzetti che Klaus gli aveva mostrato ad Amburgo, Lennon incaricò Voormann della copertina di Revolver, l'album in uscita di lì a poco. Per la raffinata fattura del disegno di copertina, il disegnatore si aggiudicò un Grammy Award. L'anno seguente fu suo il suggerimento di presentare il nuovo stile dei Beatles baffuti. Sposatosi con l'attrice inglese Christine Hargraves, sempre nel 1967 ospitò nella propria casa di Hampstead George Harrison a cena, e lì il Beatle, seduto all'armonium, compose la struttura di Within You Without You.
Per questa sua vicinanza con i quattro di Liverpool, ci fu un momento in cui, nell'aprile del 1971, Voormann fu in predicato di prendere il posto di Paul McCartney in una formazione chiamata The Ladders che lo vedeva assieme agli altri tre Beatles, ma il progetto non si concretizzò. Ciononostante, oltre a essere il bassista della Plastic Ono Band, Voormann registrò spesso nei singoli solisti di John Lennon, George Harrison e Ringo Starr. In particolare, suonò in Cold Turkey, Instant Karma!, Power to the People di Lennon, My Sweet Lord di Harrison, e It Don’t Come Easy, Back Off Boogaloo e Photograph di Starr. Quanto agli album, collaborò a Plastic Ono Band-Live Peace in Toronto 1969, John Lennon/Plastic Ono Band, Imagine, Walls and Bridges e Rock’n’Roll, tutti con Lennon; suonò anche in All Things Must Pass, The Concert for Bangla Desh, Living in the Material World, Dark Horse e Extra Texture di George Harrison; e, assieme a Ringo Starr, in Sentimental Journey, Ringo, Goodnight Vienna e Ringo’s Rotogravure.

### Le collaborazioni e la George's Band
Chiusa la parentesi inglese, negli anni settanta Voormann si trasferì a Los Angeles dove visse per otto anni suonando con diversi musicisti fra i quali Carly Simon, Harry Nilsson e Billy Preston. Nel 1979 decise di ritornare a vivere in Germania, dove mise a frutto le proprie competenze nell'ambito musicale. 
Nel 2002 è tra i fondatori della George's Band, gruppo rock che ripropone i brani di George Harrison.

## Discografia

### Solista
- 1966 - Pretty Flamingo
- 1967 - As Is
- 1968 - Up The Junction
- 1969 - Mighty Garvey

### Con la Plastic Ono band
- 1968 - Unfinished Music No.1 - Two Virgins
- 1969 - Unfinished Music No.2 - Life with the Lions
- 1970 - John Lennon/Plastic Ono Band
- 1970 - Yoko Ono/Plastic Ono Band
- 1972 - Some Time in New York City
- 1973 - Feeling the Space

### Collaborazioni
- 1966 - Revolver - Beatles
- 1971 - Footprint - Gary Wright
- 1971 - In London - B.B. King
- 1971 - Kids Nowadays Ain't Got No Shame - Jim Price
- 1972 - Nillsson Schmillson - Harry Nilsson
- 1972 - Everythings Stops for Tea - Long John Baldry